# Greenhouse Gas Protocol
Lire en ligne

https://ghgprotocol.org/

Le Greenhouse Gas Protocol ou GHG Protocol, qu'on peut traduire en français par protocole des gaz à effet de serre, est un protocole international visant à établir un cadre règlementaire pour mieux définir les émissions de gaz à effet de serre, en particulier celles issues de l'industrie, en vue de les comptabiliser afin de les réduire. Il est adopté sous l'impulsion notamment du World Resources Institute et du World Business Council for Sustainable Development.
Il comble une lacune réglementaire dans la mise en place d'une politique climatique mondiale. Il définit en effet des outils de comptabilisation et de déclaration des émissions de gaz à effet de serre. Par ailleurs, son adoption même est un signal politique envoyé aux entreprises, montrant qu'une base légale de règlementation, de contrôle et donc de sanction potentielle se met en place et que leur intérêt est de favoriser cette démarche plutôt que de s'y opposer.

## Contexte
Le cinquième rapport d'évaluation du GIEC, publié en 2014, montre que les émissions de gaz à effet de serre mondiales dépendent alors de l'industrie à hauteur de 21 % environ. En outre, lors de la décennie qui précède ce rapport, les émissions de ce secteur ont tendance à croître contrairement à d'autres. Les secteurs fortement émetteurs et dont le contrôle des émissions semble prioritaire sont notamment les industries liées aux combustibles fossiles, à la construction automobile, à l'aluminium, au ciment ou au papier.
En parallèle, certaines entreprises manufacturières perçoivent la nécessité de décarboner leur activité comme une opportunité commerciale plutôt que comme une contrainte, ou du moins comme un outil de planification et de gestion, notamment en vue de pouvoir échanger sur le marché des crédits-carbone ; elles s'engagent en conséquence dans une réduction volontaire de leur bilan carbone. Ces expérimentations permettent une remontée d'informations depuis le terrain en vue de sélectionner les pratiques ayant montré leur efficacité afin d'en proposer une généralisation. Les approches volontaire et règlementaires peuvent également être concomitantes,.
Par ailleurs, cette approche ascendante constitue pour beaucoup une accélération des processus de normalisation des procédés vertueux, qu'ils opposent à la lourdeur des processus étatiques illustrée lors de la COP15 en 2009. Ces chercheurs estiment que ces pratiques permettent en conséquence l'émergence d'une gouvernance climatique.

## Historique
À la fin des années 1990, et dans la lignée de la Convention-cadre des Nations unies sur les changements climatiques adoptée en 1992, les États et organisations internationales définissent des outils de mesure des émissions de gaz à effet de serre, à la fois à l'échelon national et à celui des projets. Ce processus aboutit en particulier à l'adoption du Protocole de Kyoto en 1998. Toutefois, l'élaboration de ces normes se fait sans impliquer les acteurs privés.
À la même période, le World Resources Institute et le World Business Council for Sustainable Development militent pour l'adoption d'une norme internationale permettant la comptabilisation et la déclaration des émissions de gaz à effet de serre. Le premier publie en 1998, notamment en collaboration avec General Motors et British Petroleum, un rapport nommé Safe climate, sound business, définissant un programme d'action contre le changement climatique, impliquant notamment la création d'une mesure normalisée des émissions de gaz à effet de serre.
Une première édition du Greenhouse Gas Protocol paraît en septembre 2001. Elle est le fruit d'un travail mené en commun par un consortium réunissant des associations de défense de l'environnement telles que le WWF, le Pew Research Center, l'Institute for Energy Research (en), et des entreprises industrielles, notamment Norsk Hydro, Tokyo Electric ou Shell. Au total, environ trois cents collaborateurs issus de deux cents organisations ont collaboré à la création de ce protocole,.
Le World Resources Institute apporte plus particulièrement son expertise technique à l'élaboration. Le World Business Council for Sustainable Development, pour sa part, apporte une crédibilité au protocole du fait de sa large audience auprès du monde des affaires. La participation des ONG et des groupes industriels apportent à la démarche la légitimité et la crédibilité du système de mesure. Malgré ces atouts, la collaboration ne se fait pas sans rencontrer des difficultés ; mais celles-ci sont surmontées grâce à plusieurs facteurs. Premièrement, la délibération est systématiquement mise en œuvre en vue de l'obtention d'un consensus ; deuxièmement, les acteurs ayant pris part à ces négociations occupent alors des positions de meneurs de l'action climatique dans leurs secteurs d'activité respectifs ; enfin, une large part de choix des normes applicables est laissé à l'appréciation des utilisateurs de la norme créée, une flexibilité des méthodes de calcul restant possible au-delà des éléments de base obligatoires.
Le Greenhouse Gas Protocol est ensuite mis à jour par des orientations visant à compléter les outils de mesure, notamment en ce qui concerne les émissions dues à la consommation d'électricité et d'autres énergies, ainsi que celles provenant de l'ensemble de leur chaîne de valeur.

## Le protocole
Le Greenhouse Gas Protocol est à la fois un processus consultatif visant à la normalisation des procédures, un cadre conceptuel et un ensemble de normes.
Il s'inspire de méthodologies de comptabilisation antérieures, mais innove également en proposant de nouvelles pistes de comptabilisation des émissions des gaz à effet de serre.

## Outils développés
Le Greenhouse Gas Protocol définit en particulier les trois scopes (scope 1, scope 2 et scope 3) du bilan carbone d'une organisation ou d'une activité.

## Impact
Au moins quatre normes ou programmes d'importance nationale ou internationale sont fondés sur la méthode de calcul du Greenhouse Gas Protocol : la norme ISO 14064 promulguée par l'Organisation internationale de normalisation, le Bilan Carbone, le Carbon Disclosure Project, le Climate Registry (en) et le programme Climate Leaders. L'ISO 14064 donnera naissance à son guide d'application l'ISO 14069 qui lui même permettra la création du Bilan des émissions de gaz à effet de serre de l'ADEME.
En 2007, 77 % des entreprises du Fortune 500 avaient adopté le Greenhouse Gas Protocol. En 2016, ce taux monte à 92 %,.